# Ivan Beltrami
Ivan Beltrami (Riva del Garda, 27 giugno 1969) è un ex pistard e ciclista su strada italiano, nazionale italiano di inseguimento ai Giochi olimpici di Seul 1988 e di Barcellona 1992.

## Carriera
Pistard e corridore su strada, non passò mai al professionismo. Due volte campione italiano juniores, a Lanciano fece segnare il record del mondo di inseguimentoindividuale di categoria sulla distanza dei 3000m (pista scoperta). Nella categoria dilettanti fu quattro volte campione italiano di inseguimento (due individuale, due a squadre, nel biennio 1988-1989) e rappresentò l'Italia nell'inseguimento individuale e a squadre ai Giochi olimpici di Seul 1988 e di Barcellona 1992. Nel 1991 fu anche argento nell'inseguimento individuale ai Giochi del Mediterraneo ad Atene.
Su strada, in maglia Zalf-Euromobil-Fior, vinse la Vicenza-Bionde 1990.
Dopo il ritiro dalle corse, avvenuto nel 1992, ha iniziato l'attività imprenditoriale nel campo dell'abbigliamento sportivo/casual con l'azienda Mecki's Wear, con sede a Nago-Torbole. Sposato nel 1994 e separato nel 2016, ha due figlie, Alessia e Claudia.

## Palmarès

### Pista
- 1988

Campionati italiani, inseguimento individuale
Campionati italiani, inseguimento a squadre
Sei giorni di Crema (con Marco Zanotti)
- 1989

Campionati italiani, inseguimento individuale
Campionati italiani, inseguimento a squadre

### Strada
- 1990

Vicenza-Bionde

## Piazzamenti

### Competizioni mondiali
- Giochi olimpici

Seul 1988 - Inseguimento individuale: 8º
Seul 1988 - Inseguimento a squadre: 6º
Barcellona 1992 - Inseguimento individuale: 8º
Barcellona 1992 - Inseguimento a squadre: 4º